# Ministre de l'Éducation et de la Jeunesse (Irlande)
Le ministre de l'Éducation et de la Jeunesse (en anglais : Minister for Education and Youth, en irlandais : An tAire Oideachais agus Óige) est le ministre chargé des questions relatives à l'éducation pour le gouvernement de l'Irlande.

## Liste des ministres
- Ministre par intérim.

| Ministre pour l'irlandais 1920–1921                   |                   |                   |        |                        |                                    |
| Nom                                                   | période           | période           | Partis | Partis                 | Gouvernement(s)                    |
| John J. O'Kelly                                       | 29 juin 1920      | 26 août 1921      |        | Sinn Féin              | 1er                                |
| Ministre de l'Éducation 1921–1997                     |                   |                   |        |                        |                                    |
| Nom                                                   | Dates du mandat   | Dates du mandat   | Partis | Partis                 | Gouvernement(s)                    |
| John J. O'Kelly                                       | 26 août 1921      | 9 janvier 1922    |        | Sinn Féin              | 3e                                 |
| Michael Hayes                                         | 11 janvier 1922   | 9 septembre 1922  |        | Sinn Féin (pro-traité) | 4e                                 |
| Fionán Lynch                                          | 1er avril 1922    | 30 août 1922      |        | Sinn Féin (pro-traité) | 1er GP                             |
| Eoin MacNeill                                         | 30 août 1922      | 24 novembre 1925  |        | Cumann na nGaedheal    | 2e GP · 5e · 1er et 2e CE          |
| John M. O'Sullivan                                    | 28 janvier 1926   | 9 mars 1932       |        | Cumann na nGaedheal    | 3rd EC · 4th EC · 5th EC           |
| Thomas Derrig (1re fois)                              | 9 mars 1932       | 8 septembre 1939  |        | Fianna Fáil            | 6th EC · 7th EC · 8th EC · 1e · 2e |
| Seán T. O'Kelly                                       | 8 septembre 1939  | 27 septembre 1939 |        | Fianna Fáil            | 2e                                 |
| Éamon de Valera (intérim)                             | 27 septembre 1939 | 18 juin 1940      |        | Fianna Fáil            | 2e                                 |
| Thomas Derrig (2e fois)                               | 18 juin 1940      | 18 février 1948   |        | Fianna Fáil            | 2e · 3rd · 4e                      |
| Richard Mulcahy (1re fois)                            | 18 février 1948   | 13 juin 1951      |        | Fine Gael              | 5e                                 |
| Seán Moylan                                           | 13 juin 1951      | 2 juin 1954       |        | Fianna Fáil            | 6e                                 |
| Richard Mulcahy (2e fois)                             | 2 juin 1954       | 20 mars 1957      |        | Fine Gael              | 7e                                 |
| Jack Lynch (1re fois)                                 | 20 mars 1957      | 23 juin 1959      |        | Fianna Fáil            | 8e                                 |
| Patrick Hillery                                       | 23 juin 1959      | 21 avril 1965     |        | Fianna Fáil            | 9e · 10e                           |
| George Colley                                         | 21 avril 1965     | 13 juillet 1966   |        | Fianna Fáil            | 11e                                |
| Donogh O'Malley                                       | 13 juillet 1966   | 10 mars 1968      |        | Fianna Fáil            | 11e · 12e                          |
| Jack Lynch (intérim)                                  | 10 mars 1968      | 26 mars 1968      |        | Fianna Fáil            | 12e                                |
| Brian Lenihan                                         | 26 mars 1968      | 2 juillet 1969    |        | Fianna Fáil            | 12e                                |
| Pádraig Faulkner                                      | 2 juillet 1969    | 14 mars 1973      |        | Fianna Fáil            | 13e                                |
| Richard Burke                                         | 14 mars 1973      | 2 décembre 1976   |        | Fine Gael              | 14e                                |
| Peter Barry                                           | 2 décembre 1976   | 5 juillet 1977    |        | Fine Gael              | 14e                                |
| John Wilson                                           | 5 juillet 1977    | 30 juin 1981      |        | Fianna Fáil            | 15e · 16e                          |
| John Boland                                           | 30 juin 1981      | 9 mars 1982       |        | Fine Gael              | 17e                                |
| Martin O'Donoghue                                     | 9 mars 1982       | 6 octobre 1982    |        | Fianna Fáil            | 18e                                |
| Charles Haughey (intérim)                             | 7 octobre 1982    | 27 octobre 1982   |        | Fianna Fáil            | 18e                                |
| Gerard Brady                                          | 27 octobre 1982   | 14 décembre 1982  |        | Fianna Fáil            | 18e                                |
| Gemma Hussey                                          | 14 décembre 1982  | 14 février 1986   |        | Fine Gael              | 19e                                |
| Patrick Cooney                                        | 14 février 1986   | 10 mars 1987      |        | Fine Gael              | 19e                                |
| Mary O'Rourke                                         | 10 mars 1987      | 14 novembre 1991  |        | Fianna Fáil            | 20e · 21e                          |
| Noel Davern                                           | 14 novembre 1991  | 11 février 1992   |        | Fianna Fáil            | 21e                                |
| Séamus Brennan                                        | 11 février 1992   | 12 janvier 1993   |        | Fianna Fáil            | 22e                                |
| Niamh Bhreathnach (1st time)                          | 12 janvier 1993   | 17 novembre 1994  |        | Parti travailliste     | 23rd                               |
| Michael Smith                                         | 18 novembre 1994  | 15 décembre 1994  |        | Fianna Fáil            | 23rd                               |
| Niamh Bhreathnach (2e fois)                           | 15 décembre 1994  | 26 juin 1997      |        | Parti travailliste     | 24e                                |
| Micheál Martin                                        | 26 juin 1997      | 30 septembre 1997 |        | Fianna Fáil            | 25e                                |
| Ministre de l'Éducation et des Sciences 1997–2010     |                   |                   |        |                        |                                    |
| Nom                                                   | Période           | Période           | Partis | Partis                 | Gouvernement(s)                    |
| Micheál Martin                                        | 30 septembre 1997 | 27 janvier 2000   |        | Fianna Fáil            | 25e                                |
| Michael Woods                                         | 27 janvier 2000   | 6 juin 2002       |        | Fianna Fáil            | 25e                                |
| Noel Dempsey                                          | 6 juin 2002       | 29 septembre 2004 |        | Fianna Fáil            | 26e                                |
| Mary Hanafin                                          | 29 septembre 2004 | 7 mai 2008        |        | Fianna Fáil            | 26e · 27e                          |
| Batt O'Keeffe                                         | 7 mai 2008        | 23 mars 2010      |        | Fianna Fáil            | 27e · 28e                          |
| Mary Coughlan                                         | 23 mars 2010      | 2 mai 2010        |        | Fianna Fáil            | 28e                                |
| Ministre de l'Éducation et des Compétences 2010–2020  |                   |                   |        |                        |                                    |
| Nom                                                   | Période           | Période           | Partis | Partis                 | Gouvernement(s)                    |
| Mary Coughlan                                         | 2 mai 2010        | 9 mars 2011       |        | Fianna Fáil            | 28e                                |
| Ruairi Quinn                                          | 9 mars 2011       | 11 juillet 2014   |        | Parti travailliste     | 29e                                |
| Jan O'Sullivan                                        | 11 juillet 2014   | 6 mai 2016        |        | Parti travailliste     | 29e                                |
| Richard Bruton                                        | 6 mai 2016        | 16 octobre 2018   |        | Fine Gael              | 30e · 31e                          |
| Joe McHugh                                            | 16 octobre 2018   | 27 juin 2020      |        | Fine Gael              | 31e                                |
| Norma Foley                                           | 27 juin 2020      | 22 octobre 2020   |        | Fianna Fáil            | 32e                                |
| Ministre de l'Éducation 2020-2025                     |                   |                   |        |                        |                                    |
| Nom                                                   | Période           | Période           | Partis | Partis                 | Gouvernement(s)                    |
| Norma Foley                                           | 22 octobre 2020   | 23 janvier 2025   |        | Fianna Fáil            | 32e · 33e · 34e                    |
| Ministre de l'Éducation et de la Jeunesse depuis 2025 |                   |                   |        |                        |                                    |
| Nom                                                   | Période           | Période           | Partis | Partis                 | Gouvernement(s)                    |
| Helen McEntee                                         | 23 janvier 2025   | En cours          |        | Fine Gael              | 35e                                |

Notes
1. ↑  1920-1937, GP : gouvernement provisoire, CE : Conseil exécutif
2. ↑  John J. O'Kelly porte le titre de « secrétaire à l'Éducation »

### Sources
- (en) Cet article est partiellement ou en totalité issu de l’article de Wikipédia en anglais intitulé « Minister for Education and Skills » (voir la liste des auteurs).
- education.ie